# Ernesto « Tito » Puentes
Ne doit pas être confondu avec Tito Puente.
 (juin 2017).
Si vous disposez d'ouvrages ou d'articles de référence ou si vous connaissez des sites web de qualité traitant du thème abordé ici, merci de compléter l'article en donnant les références utiles à sa vérifiabilité et en les liant à la section « Notes et références ».
Ernesto « Tito » Puentes (Tito étant le diminutif d'Ernesto ; Tito est un hypocoristique pour le prénom Ernesto) est un musicien de musique cubaine et latin jazz, « catalogué » salsa, né à La Havane le 7 novembre 1928 dans une famille de musiciens, et mort le 8 juin 2017 à Saint-Mathieu-de-Tréviers.

## Biographie
Entouré de ses deux oncles trompettistes[Qui ?], le jeune « Tito » va parfaire sa culture musicale, avec pour première trompette, un cornet bricolé.
Il joue dès l'âge de 17 ans au Pompillon, célèbre club de La Havane, et commence à jouer dans l'orchestre de Arsenio Rodriguez. 
Peu de temps après, Félix Chappottín prend la direction de l'orchestre de Arsénio Rodriguez, et emploie définitivement Ernesto "Tito" Puentes au sein de Chappottín y su Conjunto Todos Estrellas.
En 1953, à la suite d'une tournée de trois mois en Espagne avec Chappottín, Ernesto "Tito" Puentes s'installe à Paris, où il va rapidement s'imposer sur la scène afro-cubaine alors à la mode.
 
Il assume la direction musicale et la trompette dans l'orchestre de Sonny Grey, et apporte sa touche latino à des orchestres de jazz tels que ceux de Benny Bennet, Robert Bamvousi, Emilien Antile.
 
Il intègre aussi des orchestres de rythm'n blues et de blues, notamment avec Luther Allison.
  
Il accompagne des musiciens tels que Claude François, Joe Dassin et Sylvie Vartan, ses qualités de musicien et son expérience des sections de cuivres font qu'Eddy Mitchell l'engage pour diriger son orchestre.
  
Il fut également trompettiste attitré de la formation de jazz Caravanserail.
En 1980, il fonde à Paris le groupe Los Salseros, qui fut l'un des premiers groupe en France à jouer de la Salsa.
  
En 1993, il dirige l'orchestre de Manu Dibango pour le programme de télévision "Salut Manu" (France 3).
 
En 1995, encore une fois joue avec Manu Dibango Big Band dans le Festival de Jazz "Banlieues Bleues" au cours duquel certains solos de son premier album "El Alacran" ont été joués.
Il dirige ensuite son propre orchestre, Ernesto "Tito" Puentes Big Band, composé d'une chanteuse et de vingt musiciens, fusion du jazz afro-cubain et latino.
En 1995 il réunit des compagnons de route pour créer son propre big band, une formation composée d'une chanteuse et de 20 musiciens issus de Cuba, du Venezuela ou de Colombie, se mélangeant à la fine fleur des musiciens français.
Exactement 60 ans après que Tito ait posé ses valises à Paris, il reconnaît avec un plaisir non dissimulé que la France est devenue son pays d’adoption. Pour fêter cet événement, il a décidé de repartir sur les routes durant toute la saison 2012/2013 afin de rendre hommage à la France pour une tournée de remerciements intitulée Gracias ("Merci").
En tant qu'arrangeur, il a participé à environ 200 enregistrements {{À vérifier}} de musiques afro-cubaines et africaines. 
Il enseigne aussi le travail d'orchestre